# Ibrahim Sadiq
Ibrahim Sadiq (Accra, 2000. május 7. –) ghánai korosztályos válogatott labdarúgó, a svéd Häcken csatárja.

## Pályafutása

### Klubcsapatokban
Sadiq a ghánai fővárosban, Accrában született. Az ifjúsági pályafutását a helyi Right to Dream akadémiájánál kezdte.
2018-ban mutatkozott be a dán Nordsjælland első osztályban szereplő felnőtt keretében. 2022. február 18-án négyéves szerződést kötött a svéd első osztályban érdekelt Häcken együttesével. Először a 2022. április 2-ai, AIK ellen 4–2-re megnyert mérkőzés 75. percében, Alexander Jeremejeff cseréjeként lépett pályára. Első góljait 2022. április 9-én, a Degerfors ellen idegenben 2–1-es győzelemmel zárult találkozón szerezte meg.

### A válogatottban
Sadiq az U17-es és az U20-as korosztályú válogatottban is képviselte Ghánát.

## Statisztikák
2022. november 6. szerint
| Klub         | Szezon   | Osztály          | Bajnokság | Bajnokság | Kupa  | Kupa | Nemzetközi | Nemzetközi | Összesen | Összesen |
| Klub         | Szezon   | Osztály          | Meccs     | Gól       | Meccs | Gól  | Meccs      | Gól        | Meccs    | Gól      |
| ------------ | -------- | ---------------- | --------- | --------- | ----- | ---- | ---------- | ---------- | -------- | -------- |
| Nordsjælland | 2018–19  | Danish Superliga | 8         | 1         | 1     | 0    | 1          | 0          | 10       | 1        |
| Nordsjælland | 2019–20  | Danish Superliga | 26        | 3         | 2     | 0    | —          | —          | 28       | 3        |
| Nordsjælland | 2020–21  | Danish Superliga | 19        | 2         | 0     | 0    | —          | —          | 19       | 2        |
| Nordsjælland | 2021–22  | Danish Superliga | 6         | 0         | 0     | 0    | —          | —          | 6        | 0        |
| Nordsjælland | Összesen | Összesen         | 59        | 6         | 3     | 0    | 1          | 0          | 63       | 6        |
| Häcken       | 2022     | Allsvenskan      | 19        | 7         | 0     | 0    | —          | —          | 19       | 7        |
| Összesen     | Összesen | Összesen         | 78        | 13        | 3     | 0    | 1          | 0          | 82       | 13       |

## Sikerei, díjai
Häcken
- Allsvenskan
  - Bajnok (1): 2022